# Campeonato Iberoamericano de Atletismo de 2020
La XIX edición de Campeonato Iberoamericano de Atletismo se iba a celebrar en Santa Cruz de Tenerife (España), siendo la quinta ciudad española en acogerlo tras Barcelona (1983), Sevilla (1992), Huelva (2004) y San Fernando (2010). La ciudad española fue elegida por decisión unánime de los miembros de la Asociación Iberoamericana de Atletismo (AIA). Su sede principal iba a ser el Centro Insular de Atletismo de Tenerife localizado en el barrio de Tíncer, el cual cuenta con un aforo actual de 3500 personas. Finalmente debido a la pandemia del Covid-19, el campeonato fue suspendido.

## Candidatura de Tenerife
La candidatura de Tenerife fue promovida en Río de Janeiro por el Gobierno regional de Canarias, el Cabildo de Tenerife, la Federación Canaria de Atletismo y la Federación Española de Atletismo.